# Kurfursten (opera)
Kurfursten är ett studentspex i form av en komisk opera i en akt, tillkommen år 2003 vid Kungliga Tekniska högskolan i Stockholm. Musiken är skriven av dåvarande studenten Jonas Sjöstrand, och librettot av professorn i matematik Kimmo Eriksson.

## Historia
Kurfursten uruppfördes i mars 2003 på Kungliga tekniska högskolan i produktion av Mattias Söderhielm, KTH:s Akademiska Operasällskap. Librettot finns även översatt till engelska med titeln The Booth Fairy.

## Handling
Operan utspelar sig i spärren vid Gullmarsplans station på Stockholms tunnelbana, där en kvinna i 25-30-årsåldern arbetar som spärrvakt. Hon har tråkigt på jobbet och busar därför med resenärerna, en lärarinna och hennes skolkande och klottrande elev Sixten.